# Čaba Silađi
Čaba Silađi (Servisch: Чаба Силађи) (Senta, 23 augustus 1990) is een Servische zwemmer van etnisch Hongaarse afkomst. Hij vertegenwoordigde zijn vaderland op de Olympische Zomerspelen 2008 in Peking.

## Carrière
Bij zijn internationale debuut, op de Europese kampioenschappen kortebaanzwemmen 2007 in Debrecen, strandde Silađi in de series van de 50, 100 en de 200 meter schoolslag. Tijdens de Olympische Zomerspelen van 2008 in Peking werd de Serviër uitgeschakeld in de series van de 100 meter schoolslag. In Rijeka nam Silađi deel aan de Europese kampioenschappen kortebaanzwemmen 2008, op dit toernooi strandde hij in de halve finales van de 50 meter schoolslag en in de series van de 100 meter schoolslag.
Op de wereldkampioenschappen zwemmen 2009 in de Italiaanse hoofdstad Rome werd de Serviër uitgeschakeld in de halve finales van de 50 meter schoolslag en in de series van de 100 meter schoolslag. Tijdens de Europese kampioenschappen kortebaanzwemmen 2009 in Istanboel veroverde Silađi de bronzen medaille op de 50 meter schoolslag, op de 100 meter schoolslag eindigde hij op de tiende plaats.
In Boedapest nam de Serviër deel aan de Europese kampioenschappen zwemmen 2010, op dit toernooi strandde hij in de halve finales van de 50 meter schoolslag en in de series van de 100 meter schoolslag. Op de 4x100 meter wisselslag werd hij samen met Lazar Bogdanovski, Ivan Lenđer en Radovan Siljevski uitgeschakeld in de series. Op de wereldkampioenschappen kortebaanzwemmen 2010 in Dubai strandde Silađi in de halve finales van de 50 meter schoolslag, op de 100 meter schoolslag werd hij in de series gediskwalificeerd.
Tijdens de wereldkampioenschappen zwemmen 2011 in Shanghai werd de Serviër uitgeschakeld in de halve finales van de 50 meter schoolslag en in de series van de 100 meter schoolslag. In Szczecin nam Silađi deel aan de Europese kampioenschappen kortebaanzwemmen 2011. Op dit toernooi eindigde hij als vijfde op de 50 meter schoolslag, op de 100 meter schoolslag strandde hij in de series. Samen met Petar Petrović, Radovan Siljevski een Velimir Stjepanović eindigde hij als negende op de 4x50 meter wisselslag.

## Internationale toernooien
| Jaar | Olympische Spelen   | WK langebaan                           | WK kortebaan                         | EK langebaan                                                 | EK kortebaan                                               |
| ---- | ------------------- | -------------------------------------- | ------------------------------------ | ------------------------------------------------------------ | ---------------------------------------------------------- |
| 2007 |                     | geen deelname                          |                                      |                                                              | 24e 50m schoolslag 29e 100m schoolslag 34e 200m schoolslag |
| 2008 | 40e 100m schoolslag |                                        | geen deelname                        | geen deelname                                                | 16e 50m schoolslag 19e 100m schoolslag                     |
| 2009 |                     | 12e 50m schoolslag 18e 100m schoolslag |                                      |                                                              | 50m schoolslag · 10e 100m schoolslag                       |
| 2010 |                     |                                        | 9e 50m schoolslag DQ 100m schoolslag | 11e 50m schoolslag 23e 100m schoolslag 12e 4x100m wisselslag | geen deelname                                              |
| 2011 |                     | 16e 50m schoolslag 31e 100m schoolslag |                                      |                                                              | 5e 50m schoolslag 14e 100m schoolslag 9e 4x50m wisselslag  |
| 2012 | 31e 100m schoolslag |                                        |                                      |                                                              |                                                            |

## Persoonlijke records
Bijgewerkt tot en met 12 december 2009

### Kortebaan
| Afstand         | Tijd  | Datum            | Plaats    |
| --------------- | ----- | ---------------- | --------- |
| 50m schoolslag  | 26,31 | 12 december 2009 | Istanboel |
| 100m schoolslag | 57,65 | 10 december 2009 | Istanboel |

### Langebaan
| Afstand         | Tijd  | Datum        | Plaats   |
| --------------- | ----- | ------------ | -------- |
| 50m schoolslag  | 27,27 | 10 juli 2009 | Belgrado |
| 100m schoolslag | 59,90 | 5 juli 2009  | Belgrado |